# Leptosphaeria octophragmia
Leptosphaeria octophragmia är en svampart. Leptosphaeria octophragmia ingår i släktet Leptosphaeria och familjen Leptosphaeriaceae.

## Underarter
Arten delas in i följande underarter:
- octophragmia
- major